# Ironside (serie de televisión)

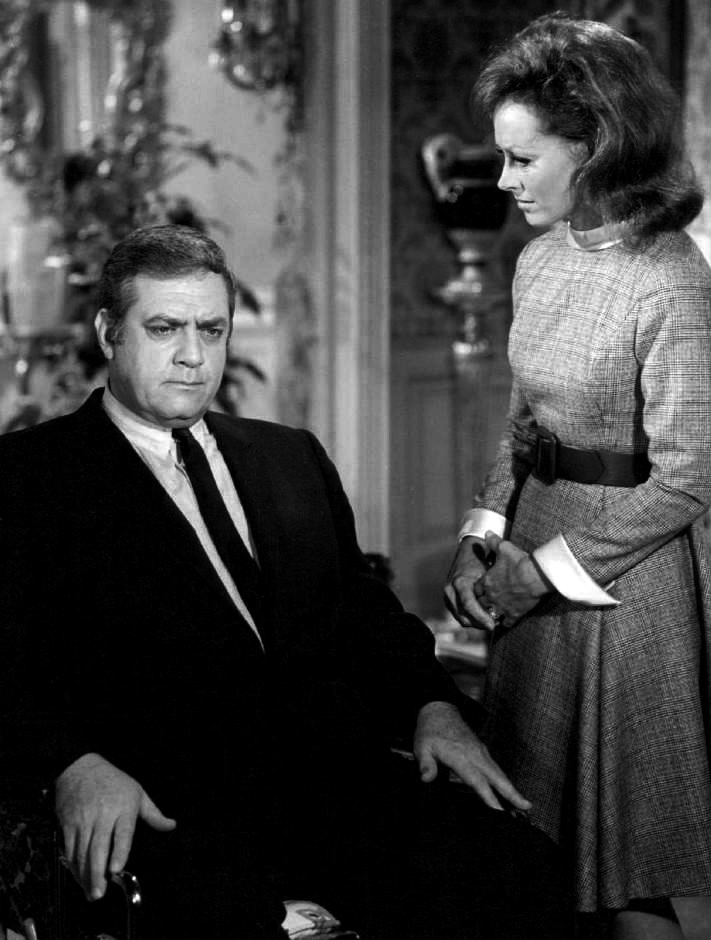
Raymond Burr y Victoria Shaw durante el episodio "A Drug on the Market".

Ironside fue un programa de la televisión estadounidense transmitido por NBC del 14 de septiembre de 1967 al 16 de enero de 1975, con un total de 199 episodios. El protagonista era Raymond Burr, como el retirado jefe de detectives del departamento de policía de San Francisco (California), reconvertido en asesor externo de la policía tras su retiro forzoso al quedar paralítico en acto de servicio.

## Sinopsis
La serie giró en torno al expolicía del Departamento de Policía de San Francisco (SFPD) y jefe de detectives Robert T. Ironside (Raymond Burr), un veterano con más de veinte años de servicio como policía, que se vio obligado a retirarse del departamento después de que la bala de un francotirador lo paralizó de cintura para abajo y le obligó a usar una silla de ruedas. En el episodio piloto, Ironside muestra su fortaleza de carácter: convoca una conferencia de prensa y consigue que su buen amigo, el comisario de Policía Dennis Randall, lo nombre "asesor especial del Departamento" en los términos que el propio Ironside determina. Ironside utiliza una habitación de la planta ático (para vivir y como espacio de oficina), en la sede de la policía de San Francisco. También hace uso de una furgoneta Ford de la Policía, especialmente modificada y equipada (este vehículo fue sustituido por otro tras el episodio titulado 'Poole Paradise', en el que la Ford resultó destruida por el sargento corrupto Brown).

## Producción

### Localizaciones
El programa se rodó en una mezcla de localizaciones, a veces en San Francisco, pero también con un gran número de escenas de estudio (incluyendo escenas con conversaciones en un vehículo en movimiento, donde se utiliza un telón de fondo de tráfico). Los programas contenían imágenes de archivo de San Francisco, con tomas panorámicas de Coit Tower o clips de escenas de tráfico.
Ironside y su equipo utilizaron un espacio abierto bastante grande en la cuarta planta del Old Hall of Justice de San Francisco, en el 750 de Kearny Street, entre las calles Washington y Merchant. El Old Hall ya había sido demolido mientras Ironside aún estaba en producción. Había sido abandonado en 1961 y demolido a finales de 1967. La policía de San Francisco ya había empezado a utilizar su nueva sede en enero de 1962. En diciembre de 1967, comenzó finalmente la demolición. Bolas de demolición y excavadoras tardaron cinco meses en arrasar el edificio.

### Música
La música del tema de apertura fue compuesta por Quincy Jones, y fue el primer tema de televisión basado en sintetizadores. En 1971, Jones grabó una versión para banda más completa de cuatro minutos para el álbum Smackwater Jack. Esta grabación se editó y utilizó para los créditos iniciales de las temporadas quinta a octava (1971-1975). (La pista completa del álbum puede escucharse en el episodio de la quinta temporada «Unreasonable Facsimile» cuando Ironside y su equipo siguen la pista de un sospechoso por las calles de San Francisco). El icónico tema musical ha sido muestreado desde entonces en numerosas grabaciones y bandas sonoras de anuncios y programas de televisión, incluyendo Kill Bill: Volumen 1. La partitura del episodio «The Macabre Mr. Micawber» de Billy Goldenberg (acreditado como William Goldenberg) fue sampleada para la canción “All Caps” del dúo de hip-hop Madvillain.
Además del tema musical de apertura, Quincy Jones compuso toda la partitura de los ocho primeros episodios. Oliver Nelson se hizo cargo de esas tareas hasta el final de los episodios de invierno a primavera de 1972. A continuación, Nelson fue sustituido por Marty Paich para casi todos los episodios desde principios del otoño de ese año hasta el último episodio que se produjo, a finales de 1974. La canción «Even When You Cry», con música compuesta por Jones y letra escrita por Alan y Marilyn Bergman, fue interpretada por James Farentino en el episodio «Something for Nothing», mientras que Marcia Strassman ya la había cantado fuera de pantalla en el episodio anterior «The Man Who Believed»; ambas entregas se emitieron originalmente durante la primera temporada.

### Personal
- Freddie Hubbard - trompeta[5]
- Frank Rosolino - trombón[5]
- Hubert Laws - flauta[5]
- Anthony Ortega, Jerome Richardson, Dan Higgins  - lengüetas[5]
- Howard Roberts, Bill Pitman guitarra[5] - guitarra[5]
- Carol Kaye - bajo eléctrico [5]
- Shelly Manne, Earl Palmer - batería [5]

## Estrellas invitadas
Durante la serie aparecieron figuras invitadas tales como Lynn Borden, Kim Darby, Antonio Fargas, Tiny Tim (en el piloto), Randolph Mantooth, Cal Bellini, Sharon Gless, Dabbs Greer, Bernie Kopell, Frank Gorshin, Jess Walton, Pernell Roberts, Alan Oppenheimer, Dan Kemp, E. G. Marshall, Harrison Ford, John Schuck, Ingrid Pitt, Susan Saint James, Ivan Dixon, Harry Townes, Pat Hingle, Norman Alden, Anne Francis, David Carradine, Charo, Joseph Campanella, Bill Quinn, Bernard Fox, Tyler McVey, Robert Webber, Alan Hale, Jr., Marion Ross, Marcia Strassman, Susan Sullivan, Suzanne Pleshette, Bo Hopkins, James Hong, Jeanne Cooper, Paul Winfield, Harold Gould, James Farentino, Robert Reed, Bill Bixby, David Cassidy, David Hartman, Dana Elcar, Tina Louise, Lincoln Kilpatrick, Robert Karnes, Tyler MacDuff, Greg Mullavy, Rod Serling, Gene Raymond, Francine York, Peter Mark Richman, Jennifer Gan, Clu Gulager, Joel Grey, Van Williams, John Hoyt, Scott Glenn, William Windom, Joshua Bryant, Dorothy Malone, Robert Alda, Barbara Rush, Jack Kelly, Jason Wingreen, George Takei, George Wallace, John M. Pickard, Diana Muldaur, Jodie Foster, William Katt, Lee Grant, Steve Forrest, Susan Olsen, Michael Lerner, Edward Asner, Eddie Garrett, Darwin Joston, John Rubinstein, Jack Lord, Scott Marlowe, Norman Fell, Gavin MacLeod, Gary Collins, Johnny Seven, William Shatner, Bobby Darin, Martin Sheen, Cheryl Ladd, William Daniels, William Schallert, Burgess Meredith, Vic Tayback, Arch Johnson, James Drury, Ed Flanders, Bruce Lee y Ellen Corby (Grandma Walton of TV fame).

## Lanzamiento en DVD
| DVD Name    | Ep#                            | Lanzamiento            | Lanzamiento              | Lanzamiento |
| DVD Name    | Ep#                            | Región 1               | Región 4                 |             |
| ----------- | ------------------------------ | ---------------------- | ------------------------ | ----------- |
| Temporada 1 | 29 (includes 1967 pilot movie) | 24 de abril de 2007    | 16 de agosto de 2007     |             |
| Temporada 2 | 26                             | 16 de octubre de 2007  | 8 de noviembre de 2007   |             |
| Temporada 3 | 26                             | 19 de enero de 2010♦   | 16 de septiembre de 2008 |             |
| Temporada 4 | 26                             | 19 de octubre de 2010♦ | 24 de junio de 2009      |             |
| Temporada 5 | 25                             | TBA                    | 19 de mayo de 2010       |             |
| Temporada 6 | 24                             | N/A                    | 11 de agosto de 2010     |             |
| Temporada 7 | 25                             | N/A                    | 2 de febrero de 2011     |             |
| Temporada 8 | 20                             | N/A                    | 19 de octubre de 2011    |             |